# کسلینگ
کسلینگ (به آلمانی: Kesseling) یک شهر در آلمان است که در اهرویلر واقع شده‌است. کسلینگ ۶۱۳ نفر جمعیت دارد.